# Cot Jajong
Cot Jajong är en kulle i Indonesien.   Den ligger i provinsen Aceh, i den västra delen av landet, 1 800 km nordväst om huvudstaden Jakarta. Toppen på Cot Jajong är 98 meter över havet.
Terrängen runt Cot Jajong är kuperad åt sydost, men åt nordväst är den platt. Havet är nära Cot Jajong åt nordväst.Runt Cot Jajong är det tätbefolkat, med 257 invånare per kvadratkilometer. Närmaste större samhälle är Banda Aceh, 13,1 km sydväst om Cot Jajong. Omgivningarna runt Cot Jajong är en mosaik av jordbruksmark och naturlig växtlighet.